# Honorato II de Mônaco
Honorato II, Príncipe de Mônaco (24 de dezembro de 1597 — 10 de janeiro de 1662) foi o primeiro soberano de Mônaco a usar o título de Príncipe, embora tenha começado o seu governo como Senhor de Mônaco. O título de Duque de Valentinois foi criado para ele pelo rei Luís XIII da França. Honorato II era o único filho de Hércules I de Mónaco e de Maria Landi.
Em 1616, casou-se com Hipólita Trivulzio, filha de Carlo Emanuele Teodoro Trivulzio, Conde de Melzo, e de Caterina Gonzaga. Eles tiveram apenas um filho juntos:
- Hércules Grimaldi, Marquês de Baux, nascido em 1623.

Honorato II foi sucedido por seu neto, Luís I, porque seu filho, o marquês de Baux, morreu em 1651. Seu corpo foi enterrado na Catedral de São Nicolau (ele baseia-se no local onde está a atual catedral), em Mônaco.

## Ligações Externas
- Mónaco